# Стрільба з лука на літніх Паралімпійських іграх 2012
Змагання зі стрільби з лука на літніх Паралімпійських іграх 2012 року пройшли у Королівських артилеристських казармах у Лондоні з 30 серпня по 5 вересня 2012 року. 

## Класифікація спортсменів
Спортсмени були класифіковані на різні групи залежно від ступеня інвалідності. Система класифікації дозволяє спортсменам з однаковими порушеннями конкурувати на рівних.

Атлети класифікуються на такі групи:
- ST: спортсмени змагаються з положення стоячи.
- W1: спортсмени змагаються з положення сидячи і мають порушення роботи рук, ніг та тулуба.
- W2: спортсмени змагається з положення сидячи і мають порушення роботи ніг та тулуба.

## Змагання

### Чоловіки
| Змагання                  | Клас               | Золото             | Срібло         | Бронза |
| ------------------------- | ------------------ | ------------------ | -------------- | ------ |
| Одиночники (складний лук) |                    |                    |                |        |
| Відкритий                 | Джер Форсберг      | Метт Штуцман       | Доган Ханчі    |        |
| W1                        | Джефф Фабрі        | Давид Драгониньскі | Норберт Мерфі  |        |
| Одиночники (вигнутий лук) |                    |                    |                |        |
| ST                        | Тимур Тучинов      | Олег Шестаков      | Михайло Оюн    |        |
| W1/W2                     | Оскар де Пеллегрін | Хасіхін Санаві     | Лун Хюй Цен    |        |
| Команди                   | Відкритий          | Росія              | Південна Корея | Китай  |

### Жінки
| Змагання                  | Клас         | Золото           | Срібло           | Бронза               |
| ------------------------- | ------------ | ---------------- | ---------------- | -------------------- |
| Одиночники (складний лук) | Відкритий    | Деніель Браун    | Мел Кларк        | Степаніда Артахінова |
| Одиночники (вигнутий лук) |              |                  |                  |                      |
| ST                        | Хюйлян Ян    | Хва Сук Лі       | Мілена Олшевська |                      |
| W1/W2                     | Захра Нематі | Елізабетта Мійно | Жинші Лі         |                      |
| Команди                   | Відкритий    | Південна Корея   | Китай            | Іран                 |

## Медальний залік
| Місце | Країна           | Золото | Срібло | Бронза | Всього |
| ----- | ---------------- | ------ | ------ | ------ | ------ |
| 1     | Росія            | 2      | 1      | 2      | 5      |
| 2     | Республіка Корея | 1      | 2      | 0      | 3      |
| 3     | Китай            | 1      | 1      | 2      | 4      |
| 4     | Велика Британія  | 1      | 1      | 0      | 2      |
| 4     | Італія           | 1      | 1      | 0      | 2      |
| 4     | США              | 1      | 1      | 0      | 2      |
| 7     | Іран             | 1      | 0      | 1      | 2      |
| 8     | Фінляндія        | 1      | 0      | 0      | 1      |
| 9     | Малайзія         | 0      | 1      | 0      | 1      |
| 9     | Чехія            | 0      | 1      | 0      | 1      |
| 11    | Канада           | 0      | 0      | 1      | 1      |
| 11    | Польща           | 0      | 0      | 1      | 1      |
| 11    | Тайвань          | 0      | 0      | 1      | 1      |
| 11    | Туреччина        | 0      | 0      | 1      | 1      |